# 周瑶琪
周瑶琪（1963年—），湖南益阳人，汉族，中国地质学家，中国石油大学（华东）教授，第十一届全国人民代表大会山东地区代表。
毕业于中国科学院高能物理研究所宇宙化学专业。加入民盟。担任中国石油大学油气资源与环境地质研究所所长。2008年起担任全国人大代表。